# O Estado e a Revolução
O Estado e a Revolução (em russo Государство и революция) é um livro de Vladimir Lênin publicado em setembro de 1917, às vésperas da Revolução de Outubro liderada pelo partido Bolchevique.
No livro, Lênin discute a teoria marxista dialogando com os anarquistas e especialmente com aqueles a que chama de oportunistas, os pensadores e partidos socialistas que tendiam a uma interpretação de evolução gradual do capitalismo ao socialismo, defendendo os meios parlamentares como legítimos, quando não o único válido, para a luta do proletariado contra os capitalistas.
Entre os pensadores mais discutidos se encontram Karl Kautsky, Plekhânov e Bernstein. Entre os partidos estão os socialistas-revolucionários e mencheviques da Rússia, assim como a ala reformista da social-democracia alemã.
A todos Lênin atribuiu o erro de distorcer as palavras de Marx sobre a revolução da sociedade capitalista para a comunista e de se lançarem em defesa de teorias nacionalistas que vão contra as teses essenciais da luta dos trabalhadores, como o internacionalismo, além de moderarem seus discursos com vistas a cadeiras nos parlamentos burgueses.

## Contexto
Lenin começou a composição de um rascunho inicial de O Estado e a Revolução enquanto estava exilado na Suíça em 1916, sob o título "Marxismo no Estado". 
Os "sovietes", corpos legislativos de trabalhadores e camponeses eram os governos de fato de Petrogrado e muitas cidades menores. O público russo ficou profundamente chateado com a continuação do envolvimento da Rússia na Primeira Guerra Mundial e com as contínuas dificuldades econômicas que isso trouxe. Em 7 de novembro, o Congresso dos Sovietes elegeu oficialmente uma coalizão de bolcheviques, socialistas revolucionários e mencheviques para governar. Através dos Guardas Vermelhos, organizações paramilitares de operários, marinheiros e soldados revolucionários; o governo soviético conseguiu invadir o Palácio de Inverno e abolir oficialmente o Governo Provisório . A revolução não foi aceita uniformemente por todos os russos; resistência e ruptura ocorreriam rotineiramente levando à Guerra Civil Russa . Uma questão específica que Lênin aborda em O Estado e a Revolução foi o direito das nações à secessão ("o direito à autodeterminação"); durante a composição deste livro, os mencheviques da Geórgia declararam a independência logo após a Revolução, formando a República Democrática da Geórgia .
Em 25 de novembro, a Assembleia Constituinte de 1917 foi eleita, com a maioria dos cargos indo para o Partido Socialista Revolucionário, que havia se voltado para a direita após a revolução com a maioria dos SRs de esquerda ingressando no partido bolchevique. Em uma das ações mais controversas do início do governo soviético, a convenção constitucional foi dissolvida em 20 de janeiro de 1918.

## A obra

#### Capítulo I - As classes sociais e o Estado
Nesse primeiro capítulo, o autor estabelece a tese central do seu texto, em que trata da doutrina de Marx sobre o Estado, ou, em suas palavras, de restabelecer essa doutrina. Com isso, Lenin sugere que exista uma doutrina do Estado em Marx e que essa doutrina, devido a diversos motivos, foi usurpada para outros fins. Assim, temos um texto crítico para com diversos setores dentro do movimento revolucionário, de modo a resgatar essa doutrina daqueles que a usaram equivocadamente, na visão leninista. Quem são essas pessoas? Lenin endereça suas críticas a dois grupos: os que chama de oportunistas - representantes da socialdemocracia e adeptos à Segunda Internacional - liderados por Kautsky; e os anarquistas.
Para Lenin, o Estado não é um órgão de conciliação de classes, e sim um órgão de dominação de classe. Assim, o Estado é um aparelho de dominação em que uma classe subjuga a outra. Por isso, se o comunismo pretende uma sociedade sem classes, seria preciso abolir esse Estado, já que se não houver classes para subjugar, ele não será mais necessário. No entanto, essa mudança seria feita em duas etapas: primeiro, o Estado burguês seria abolido através de uma revolução, necessariamente violenta; depois, o que sobrou (Estado proletário ou semi-estado) acabaria de forma gradual, o que Lenin chama de “definhamento”. Aí entra a dialética no pensamento de Lenin: quanto mais perfeita for a democracia, ou seja, quanto menor for a distância entre as classes, menor será a necessidade do Estado.
Ainda no primeiro capítulo, encontramos uma análise do autor sobre o que caracteriza esse Estado burguês, ou seja, quais são as características que permitem que uma classe dominante subjugue uma classe dominada. Para Lenin, essa explicação se encontra na presença das Forças Armadas e na existência de aparelhos coercitivos, como as prisões. Neles, encontra-se a força do poder estatal.

#### Capítulo II - A experiência de 1848⁠–1851
No segundo capítulo, Lenin analisa as leituras de Marx sobre a experiência revolucionária de 1848, principalmente a partir do 18 de Brumário de Luís Bonaparte. A primeira fase, de acordo com Lenin, da revolução operária, seria a organização do proletariado em classe dominante, ou seja, a abolição do Estado burguês por meio da revolução violenta. Essa fase é chamada de ditadura do proletariado. Assim, ditadura, para Marx e Lenin, seria a dominação de uma classe sobre a outra e, nesse sentido, hoje viveríamos uma ditadura da burguesia, já que é a burguesia que domina o Estado e, portanto, as outras classes. Lenin sai em defesa, novamente, da revolução violenta. Para o autor, acreditar que o papel revolucionário não cabe, é uma utopia pequeno burguesa idealista. A violência, contudo, deve ser organizada, e não gratuita.
O 18 de Brumário de Luís Bonaparte traz alguns avanços em relação ao Manifesto do Partido Comunista. Nele, está presente a questão do Estado de maneira muito mais concreta, embasado na experiência histórica da revolução de 1848. Lenin faz um rápido histórico do Estado, afirmando que seu nascimento se deu na queda do absolutismo e que, sempre que se tentou alguma mudança social, em forma de revolução ou não, foi para aperfeiçoar a máquina do Estado, e não para destruí-la.
A pergunta que surge, então, é a seguinte: pelo que o proletariado substituirá a máquina do Estado? Lenin diz que a coisa seguinte deverá ser algo democrático para o proletário, além de inovador, e ditatorial para a burguesia, igualmente inovador, ou seja, diferente dos parâmetros de democracia e ditadura que conhecemos nos moldes liberais. A forma política pode variar de acordo com as várias especificidades de cada localização, contudo, nunca deixando seu pano de fundo: a ditadura do proletariado.

#### Capítulo III - O Estado e a revolução: a experiência da Comuna de Paris (1871)
No terceiro capítulo, Lenin analisa as considerações marxianas sobre outra experiência histórica revolucionária: a Comuna de Paris de 1871. Apesar de não concordar com o movimento, Marx não o condenou, e mostrou total apoio à resistência dos comunardos. Com tal experiência, Marx faz uma significativa mudança quanto a sua tese sobre o Estado: não basta o proletariado se apoderar do Estado para adaptá-lo a seus próprios fins. É preciso, acima de tudo, destruí-lo. Aos autores que tentam reduzir a teoria de Marx, Lenin apresenta críticas, e sai em defesa de uma revolução verdadeiramente popular, que una o camponês e o operariado.
Analisando a experiência da Comuna, é possível ver que o primeiro ato por parte dos revolucionários foi suprimir o exército permanente, substituindo-o pelo povo armado. Com isso, os comunardos excluíam uma característica basilar do Estado burguês, como Lenin apontou no início de sua tese. A Comuna também dissolveu o aparato policial. Quanto ao poder público, foi instituído o regime de elegibilidade e amovibilidade, o que enfraqueceu a burocracia estatal. Todos os funcionários públicos, antes privilegiados, agora recebiam um salário base, como o de todos os outros operários. Porém, para ele, o principal erro da Comuna foi não ter quebrado a resistência da burguesia de modo efetivo, ou seja, não ter instaurado de fato uma ditadura do proletariado.
Lenin analisa, então, a questão do parlamentarismo. Para ele, o parlamentarismo como conhecemos hoje deve ser abolido. Contudo, isso não significa abolir as instituições a que serve o parlamento, pelo menos em um primeiro momento. O que é preciso ser feito é a mudança do modo como esse sistema acontece. Palavras vazias, afastadas da prática real e concreta, não podem existir.
Por fim, Lenin faz aqui uma primeira diferenciação entre os comunistas e os anarquistas. Para os primeiros, a abolição do Estado não se trata de uma utopia, já que tal feito seria gradual e através do proletariado organizado em classe dominante. Contudo, para estes últimos, nada mais se pode acusar do que idealismo, pois não é possível uma supressão do Estado do dia para noite. Essa diferença fica muito bem demonstrada na organização da unidade nacional, em que os comunistas defendem o centralismo, enquanto os anarquistas são federalistas. Marx muito bem pontuou que seria fraudulento e desonesto acusar a Comuna de querer ter destruído a unidade da nação. Ao contrário, foi isso que se procurou fazer, mas de maneira consciente e democrática, e não militar e burocrática, sob os parâmetros burgueses.

#### Capítulo IV - Esclarecimentos complementares de Engels
Neste capítulo, Lenin esclarece alguns pontos, que contribuem para seu argumento central de deterioração do Estado para a revolução, com base nas ideias de Friedrich Engels (1820-1895).
Inicialmente, trata-se do problema da habitação. De fato, na primeira fase da revolução, ainda há Estado, todavia de outro tipo (Estado proletário), porque “O que se encara aqui não é a mudança da forma de poder político, mas sua atividade”. Segundo Engels, a questão da habitação atual é um equilíbrio econômico, estabelecido entre oferta e demanda, que adia o problema perpetuamente. A princípio, de acordo com ele, ainda que o povo trabalhador detenha os instrumentos de ofício, isso não exclui os aluguéis.
Em seguida, temos a polêmica com os anarquistas, recorrente em diversos capítulos do livro. Lenin, nesta parte, apresenta as diferenças entre o anarquismo e o socialismo, baseando-se em Engels. A questão da base para esse debate refere-se ao uso de armas: devem os operários depor em armas, ou ao contrário, usá-las contra os capitalistas?. Lenin, apresenta ao leitor o uso das armas e, por conseguinte, da violência, na experiência da Comuna de Paris. Enquanto os anarquistas julgam os comunistas como autoritários, Engels esclarece que não se trata de autoridade, antes, é a missão encarregada aos delegados. Sobre isso, Lenin afirma que os anarquistas querem suprimir o Estado sem antes suprimir suas condições sociais e materiais.
Após esse tema, Lenin explora as correspondências entre Engels e August Bebel, que era um social-democrata alemão. O primeiro ponto, em aberto, mas relevante para essa discussão, é a circulação das ideias presentes na correspondência. A ideia de Engels aqui, é que com o advento do socialismo, o Estado não será mais necessário e desaparecerá. Novamente olhando para uma experiência histórica de seu tempo, a Comuna já não era um Estado, no sentido estrito do termo, porque já não se tinha que oprimir a maioria, e sim apenas os exploradores.
A crítica de Engels—sempre na leitura de Lenin, autor da obra—aborda as posições oportunistas da social-democracia acerca do Estado. Nessa carta a Kautsky, Engels faz três indicações: “a primeira, sobre a república; a segunda, sobre a relação entre a questão nacional e a organização do Estado; e, finalmente, a terceira, sobre a administração local”. Para o autor, o receio dos social-democratas alemães de agir sob o regime da lei de exceção, ainda que de forma honesta, seria um oportunismo, e os oportunismos honestos são os mais perigosos.
Na república democrática, cabe ideias relacionadas à ditadura do proletariado. Por isso, não devemos tratar com indiferença as diversas formas de Estado, já que uma democracia é muito mais saudável do que um estado de exceção. Engels defende uma centralização democrática, de uma república una e indivisível, que não exclua a autonomia local. O inglês oferece o modelo a se seguir: “administração autônoma completa na província, no distrito, na comuna, com funcionários eleitos por sufrágio universal. Supressão de todas as autoridades locais e provinciais nomeadas pelo governo”. Lenin complementa, com a ideia de que a máxima liberdade local já vislumbrada, foi alcançada por uma república centralizada, e não por uma república federativa.
Além disso, Engels apresenta as lições sobre a Comuna. Para ele, na França, após cada revolução, a burguesia se encarregava de desarmar os trabalhadores. Isso, segundo ele, demonstra como os socialistas-revolucionários e mencheviques abraçaram a causa da burguesia na Rússia de 1917. Outra lição que ela nos traz é a de não “transformar os empregados, órgãos e ‘servidores da sociedade’ em senhores da sociedade”. Por isso, todos os cargos devem ser submetidos à escolha, por eleição, bem como os ocupantes desses cargos devem receber um salário igual ao de outros trabalhadores. Para acabar com o Estado, as funções dele devem ser transformadas, para que estejam ao alcance da maioria da população e, adiante, de toda população.
Todavia, em seguida, a democracia deve ser eliminada. Após discutir brevemente a semântica do conceito de social-democracia, chegando a conclusão que “a questão do nome do partido é infinitamente menos grave que a das relações entre o proletariado revolucionário e o Estado”, o objetivo final é a supressão do Estado, ou seja, de toda violência e coação sobre os homens em geral - aqui, está um ponto importante para a obra e o pensamento do autor, sua noção de Estado.

#### Capítulo V - As condições econômicas do definhamento do Estado
Após esclarecer pontos relevantes para o fim do Estado, com base em Engels, o autor retoma Karl Marx. Vale dizer que as reflexões de Lenin, como ele aponta já no prefácio, buscam sempre se basearem em Engels e Marx, tanto que o autor começa o capítulo afirmando que não há divergências entre o pensamento deles. Ele acrescenta que, toda a obra de Marx é uma teoria da evolução. O materialismo marxista é explicitado pelo autor, ao afirmar que a questão do Estado, como qualquer outra, carece de dados solidamente estabelecidos para resolvê-la cientificamente.
Como já afirmado anteriormente na obra, o autor coloca a necessidade dos períodos de transição, para a passagem da sociedade capitalista para a comunista. Nessa fase de transição, Lenin defende a ditadura do proletariado, que opera em uma democracia verdadeiramente popular, considerando que a democracia burguesa é caracterizada como uma democracia dos poucos, dos ricos. Nessa democracia capitalista, “os oprimidos são autorizados, uma vez a cada três ou seis anos, a decidir qual, entre os membros da classe dominante, será o que, no Parlamento, os representará e reprimirá”. Por isso, a ditadura do proletariado é a única forma possível para conduzir a sociedade ao comunismo, já que não há outro meio para a ruptura com os exploradores. Tudo isso custará muito menos sangue, nas palavras do autor, do que a máquina de moer gente que é o Estado burguês.
Nessa transição, a primeira fase seria aquela que ainda carrega muito da sociedade capitalista. Aqui, a ideia que ainda vigora é que cada operário receba conforme aquilo que contribuiu, ideia que expressa desigualdade. Por isso, a justiça e a igualdade não seriam plenamente desenvolvidas. Lenin acusa os economistas vulgares de desconhecerem a obra de Marx com suas críticas infundadas.
A segunda fase, ou “fase superior”, teria como lema “dar a cada um conforme a sua capacidade, a cada um segundo as suas necessidades”, ideia distinta do direito nos moldes liberais burgueses, para o autor, mais fundada na equidade e igualdade. Em tal etapa, não haveria oposição entre o trabalho intelectual e físico. Quando chegaria essa fase? Isso depende do ritmo em que se desenvolve a fase superior do comunismo. Novamente, fiel à análise materialista, Lenin diz: “a democracia não é um limite que não possa ser ultrapassado, e sim uma etapa”. Assim, o capitalismo cria as premissas para a sua própria superação.
Por fim, Lenin diz que “todos os cidadãos se tornam empregados e operários de um só truste universal de Estado”. A ideia, neste ponto, é que toda a sociedade seria como um grande escritório ou uma grande fábrica, em que a igualdade vigora, “Mas essa disciplina fabril [...] não é absolutamente nosso ideal [...] ela é apenas a transição necessária [...]”. Tal qual, a democracia, quanto mais efetiva, mais próximo está o dia em que será supérflua.

#### Capítulo VI - Vulgarização do marxismo pelos oportunistas
Retornando aos debates com o oportunismo, a ideia aqui é que evitando a relação entre a revolução proletária e o Estado, o oportunismo se supriu e afastou do marxismo, a ponto de vulgarizá-lo.
Pensando nas polêmicas de Plekhanov com os anarquistas, Lenin avalia a obra Anarquismo e socialismo, de 1894, que não aborda a questão principal do Estado. Plekhanov, para o autor, nessa obra, se mostra “semidoutrinário, semissofista, arrastando-se politicamente a reboque da burguesia”. Por isso, não notar o desenvolvimento do marxismo pré e pós Comuna, era oportunismo. Logo depois, é analisado o debate entre Kautsky e Bernstein, em que o primeiro ataca o oportunismo, porém acaba por aderir a ele, devido a questão do Estado. Por sua vez, Bernstein analisa as lições de Marx sobre a Comuna do ponto de vista de Proudhon, fazendo uma falsificação do pensamento de Marx. Em contrapartida, Kautsky em sua resposta, não promoveu uma polêmica contra Bernstein, mas uma concessão a ele. Durante quarenta anos (1852-1891), Marx e Engels defenderam a quebra da máquina Estatal pelo proletariado, e isso deve ser levado em conta.
Na polêmica de Kautsky com Pannekoek, este último se manifestou contra o primeiro, como um representante radical da esquerda; ocasião em que Kautsky renunciou ao marxismo, lançando-se ao oportunismo. Além disso, Lenin faz um resumo da diferenciação entre anarquistas e marxistas. Para ele, o essencial é saber se haverá continuidade ou quebra da velha máquina de Estado, substituindo-a pela nova.
Sobre a burocracia capitalista, o autor afirma que “enquanto os capitalistas não forem expropriados, enquanto a burguesia não for derrubada, será inevitável uma certa ‘burocratização’, dos próprios funcionários do proletariado”. Assim, no socialismo, muitos pontos da democracia “primitiva” ressuscitarão. O anarquismo não é materialista histórico e, quanto aos oportunistas, diz Lenin que: “romperemos com esses renegados do socialismo e lutaremos pela destruição de toda a velha máquina do Estado, a fim de que o proletariado armado se torne, ele próprio, o governo. Há governo e governo”. Tanto que, para ele, a Segundo Internacional caiu no oportunismo.

## Ligações Externas
- «O Estado e a Revolução». www.marxists.org. Consultado em 13 de setembro de 2021